# Bobby Shuttleworth
Bobby Shuttleworth, né le 13 mai 1987 à Tonawanda dans l'État de New York, est un joueur américain de soccer jouant au poste de gardien de but. Il est actuellement entraîneur-adjoint de l'équipe féminine des Seminoles de Florida State en Division I de la NCAA.

## Biographie
Le 18 juin 2009, les Revs embauchent Shuttleworth. Le 15 février 2017, il est échangé contre Femi Hollinger-Janzen à Minnesota United.
Le 7 juillet 2022, quelques mois seulement après son arrivée à Atlanta United, il annonce sa retraite sportive. Il entame sa reconversion professionnelle les jours suivants lorsqu'il rejoint l'encadrement technique de l'équipe féminine des Seminoles de Florida State en qualité d'entraîneur-adjoint.